# 25. juni
25. juni er dag 176 i året i den gregorianske kalender (dag 177 i skudår). Der er 189 dage tilbage af året.
Prospers dag. Én af det fjerde århundredes kirkefædre.

### Begivenheder
Født - Dødsfald
- 1134 - I Slesvig by by dræber byens borgere den danske kong Niels, som er på flugt efter nederlaget i Slaget ved Fodevig i Skåne.
- 1170 - I Ringsteds Mariakirke nedlægges de jordiske rester af Knud Lavard i et helgenskrin, efter at paven har optaget ham blandt kirkens helgener.
- 1681 - I København opsættes landets første tranlamper som gadebelysning. I alt 500 tranlamper bliver sat op på malede træpæle.
- 1788 - Virginia optages som den 10. stat i USA.
- 1864 - London-konferencen, der skal afgøre grænsespørgsmålet mellem Danmark og Det tyske forbund bryder sammen, og våbenhvilen siden 9. maj ophører. Sammenbruddet skyldes Danmark selv, der vil have samme vilkår som efter treårskrigen og aftalerne i 1851-52 og blankt siger nej til alt andet. 1864-krigen mod Tyskland fortsætter dermed.
- 1867 - I Ohio i USA tages det første patent på pigtråd.
- 1875 - En kongelig anordning sikrer, at piger kan optages på Københavns Universitet.
- 1876 - Den amerikanske general George Armstrong Custer dør under slaget ved Little Bighorn.
- 1916 - Shakespeares Hamlet opføres for første gang på Kronborg. Det er med Nicolai Neiiendam i titelrollen.
- 1942 - Jugoslaviske fanger, som byggede Blodvejen sejlede ind til Saltdalsfjorden i Norge, de fleste døde i tysk varetægt.
- 1942 - General Dwight D. Eisenhower ankommer til London.
- 1944 - Københavnerne vågner op til et chok. Som hævn for sabotagen mod "Riffelsyndikatet" har tyske Schalburg-grupper sprængt og brændt det meste af Tivoli.
- 1944 - Den tyske rigsbefuldmægtigede i Danmark, Werner Best, indfører spærretid og mødeforbud mellem kl. 20.00 og 05.00. Det er mere end københavnerne vil finde sig i og fører snart til Folkestrejken.
- 1950 - Nordkoreanske styrker angriber Republikken Sydkorea, hvorved Koreakrigen indledes.
- 1963 - De fire fremsatte jordlove forkastes alle ved folkeafstemning.
- 1967 - Verdens første globale tv-transmission bliver sendt. Programmet har titlen “Our World”.
- 1969 - I Idrætsparken i København taber det danske fodboldlandshold 1-0 til Sverige.
- 1975 - Mozambique, tidligere portugisisk koloni, bliver uafhængig.
- 1977 - Roy C. Sullivan fra Virginia, USA, bliver for syvende gang i sit liv ramt af et lyn - og overlever.
- 1978 - Argentina vinder VM i fodbold ved på hjemmebane at besejre Holland 3-1 efter forlænget spilletid. Brasilien vinder bronze.
- 1981 - Forlaget Gyldendal oplyser, at prins Henrik og dronning Margrethe vil oversætte Simone de Beauvoirs Alle mennesker er dødelige.
- 1986 - ØK lukker Nakskov Skibsværft, og 700 mister deres arbejde.
- 1988 - Ved EM i fodbold i Vesttyskland vinder Holland finalen over Sovjetunionen med 2-0. Danmark havde også deltaget i EM, men var røget ud efter tre nederlag i den indledende runde.
- 1990 - I Dublin enes EF's regeringschefer om en traktatændring, som baner vej for en europæisk union.
- 1991 - Slovenien og Kroatien erklærer sig uafhængige fra Jugoslavien. Jugoslavien (Serbien) sender straks tropper til de to lande, og den jugoslaviske borgerkrig bryder ud.
- 1993 - FN’s sikkerhedsråd vedtager oprettelsen af en krigsforbryderdomstol (Det internationale tribunal til pådømmelse af krigsforbrydelser i det tidligere Jugoslavien), hvor personer fra det tidligere Jugoslavien kan stilles for retten for forbrydelser som massemord, tortur, voldtægt og etniske udrensninger.
- 2000 - Til overraskelse for langt de fleste bliver Herfølge Boldklub dansk mester i fodbold ved i næstsidste runde at spille 1-1 mod Silkeborg IF.
- 2004 - Basketballspilleren Christian Drejer bliver som den første dansker nogensinde draftet (udvalgt) til en NBA-klub.
- 2007 - IC4 indsættes mellem Aarhus og Lindholm og kører med passagerer for første gang.
- 2009 - Sanger og et af verdens største popikoner, Michael Jackson, dør af hjertestop.

### Født
- 1852 - Antoni Gaudí, spansk arkitekt (død 1926).
- 1860 - Gustave Charpentier, fransk komponist (død 1956).
- 1863 - Frederik Jensen, dansk film- og revyskuespiller (død 1934).
- 1887 - George Abbott, amerikansk dramatiker (død 1995).
- 1900 - Louis Mountbatten, engelsk vicekonge i Indien (død 1979).
- 1903 - George Orwell, engelsk forfatter (død 1950).
- 1909 - Marguerite Viby, dansk sangerinde og skuespillerinde (død 2001).
- 1913 - Kirsten Auken, dansk overlæge og forkæmper for seksualoplysning (død 1968).
- 1913 - Marcel Rasmussen, dansk grafiker (død 1964).
- 1923 - Sam Francis, amerikansk maler (død 1994)
- 1924 - Sidney Lumet, amerikansk filminstruktør (død 2011).
- 1928 - Peyo, belgisk tegneserieskaber (død 1992).
- 1935 - Nanna Heimburger, dansk billedkunstner.
- 1939 - Benny Lautrup, dansk fysikprofessor.
- 1941 - Roy Marsden, engelsk skuespiller.
- 1943 - Ingolf Olsen, dansk musiker og sanger.
- 1943 - Carly Simon, amerikansk sangerinde og sangskriver.
- 1946 - Ulrik le Fevre, dansk fodboldspiller.
- 1952 - Klaus Teuber, tysk spiludvikler
- 1956 - Anthony Bourdain, amerikansk kok (død 2018).
- 1960 - Gitte Seeberg, dansk EU-parlamentsmedlem.
- 1963 - George Michael, engelsk sanger (død 2016).
- 1963 - Yann Martel, canadisk forfatter.
- 1964 - Thomas Adelskov, dansk folketingsmedlem.
- 1975 - Vladimir Kramnik, russisk skakspiller.
- 1979 - Daniel Jensen, dansk fodboldspiller.

### Dødsfald
- 1134 - Niels, dansk konge (født 1104) - myrdet.
- 1565 - Herluf Trolle, dansk admiral (født 1516) - død i krig.
- 1767 - Georg Philipp Telemann, tysk komponist (født 1681).
- 1822 - E.T.A. Hoffmann, tysk forfatter (født 1776).
- 1876 - George Armstrong Custer, amerikansk officer (født 1839) - dræbt i slag.
- 1960 - Walter Baade, tysk astrofysiker (født 1893).
- 1984 - Michel Foucault, fransk filosof (født 1926).
- 1995 - Erik Kjersgaard, dansk historiker og museumsdirektør (født 1931).
- 1997 - Jacques-Yves Cousteau, fransk flådeofficer og oceanograf (født 1910).
- 2009 - Farrah Fawcett, amerikansk skuespillerinde og popikon (født 1947).
- 2009 - Michael Jackson, sanger, også kendt som 'Kongen af pop' (født 1958).
- 2015 - Patrick Macnee, engelsk skuespiller (født 1922).
- 2016 - Peter Asmussen, dansk forfatter (født 1957).

|  | Denne datoartikel kan blive bedre, hvis der indsættes et (bedre) billede Du kan hjælpe ved at afsøge Wikimedia Commons for et passende billede eller uploade et godt billede til Wikimedia Commons iht. de tilladte licenser og indsætte det i artiklen. |